# 神経症傾向
神経症傾向（しんけいしょうけいこう、英: Neuroticism）とは、心理学の研究において、基本的な性格特性として考えられてきたものである。

## 解説
例えば、性格特性理論のビッグファイブでは、神経症傾向のスコアが高い人は、平均的な人よりも不機嫌で、不安、心配、恐怖、怒り、不満、嫉妬、罪悪感、抑うつ気分、孤独などの感情を経験しやすいとされている。 このような人々はストレス要因に対する処理が不得手で、小さな不満などからいたって普通の状況を絶望的に難しく見るように解釈する傾向があると考えられている。そうした人はしばしば自意識過剰で恥ずかしがり屋であり、衝動の制御や満足の遅延に悩む傾向があるとされている。
神経症傾向のスコアが高い人は、一般的な精神障害（気分障害、不安障害、物質依存が研究されている）や、伝統的に「神経症」と呼ばれる種類の症状を発症する危険性があると考えられている。

## 定義
神経症傾向は、性格理論の中で多くのモデルに含まれる特性であるが、その定義は様々なものがある。特に否定的な感情の喚起に関しては、刺激を受けるとすぐに覚醒し、覚醒からの弛緩が遅い傾向であると定義されることもある。また、情動の安定性や積極性、あるいは良好な適応とは対照的に、情動の不安定さや消極性、あるいは不適応に焦点をあてた定義もある。また、自制心の欠如、心理的ストレスの管理能力の低さ、不平不満の傾向という観点からも定義されている。
様々な性格検査でこの特性の数値スコアが出され、これらのスコアは様々な方法で神経症傾向の概念にマッピングされるため、特に下位特性やファセットに関して、科学文献において多少の混乱が生じている。
神経症傾向のスコアが低い人は、情緒が安定しており、ストレスへの反応が少ない傾向がみられる。冷静で、平静で、緊張や動揺を感じにくい傾向がある。また、ネガティブな感情は少ないが、ポジティブな感情は必ずしも多くない。ポジティブな感情のスコアが高いことは、一般的に外向性の独立した特性の要素である。例えば、神経症傾向が高く外向性が高い人は、ポジティブな感情とネガティブな感情の両方が高いレベルにあり、一種の「感情のジェットコースター」を経験することを意味している。

## ファセット
神経症傾向のファセットは次のようになっている。
| 低い値の人の記述                                             | 低い値の人の記述   |              | 高い値の人の記述 | 高い値の人の記述                                           |
| 説明                                                         | 言葉               | ファセット   | 言葉             | 説明                                                       |
| ------------------------------------------------------------ | ------------------ | ------------ | ---------------- | ---------------------------------------------------------- |
| あまり怒ることはない。                                       | 温和               | 怒り         | 激情的           | 特に物事が思ったように進まないときに、激しく感情が高ぶる。 |
| 穏やかで自信がある傾向がある。                               | 自信がある         | 不安         | 心配性           | 起こるかもしれないことをいろいろ心配しがちである。         |
| 自分に大体満足している。                                     | 満足               | 憂うつ       | 悲観的           | おもしろくないことを頻繁に考える。                         |
| 欲望は特に強くなく、欲望を制御できる。                       | 自制心がある       | 利己的       | 快楽主義         | 欲望を強く感じ、欲望に誘惑されやすい。                     |
| 当惑することはほとんどなく、大抵の場合は自信にあふれている。 | 自信に満ちた       | 自意識過剰   | 自己を意識する   | 人が自分をどう思うかに敏感である。                         |
| 予期しないことにも落ち着いて効果的に対処する。               | プレッシャーに強い | 傷つきやすい | 低ストレス耐性   | ストレスの多い状況に負けやすい。                           |

## 測定法
他の性格特性と同様に神経症傾向は通常、離散的な状態ではなく連続的な次元として捉えられる。
神経症傾向がどれほどのレベルであるかは、一般的には自己報告式の尺度を用いて評価されるが、同僚からの報告や第三者による観察からの評価も利用できる。自己報告式の測定は、語彙的に基づくものと記述に基づくものがある。どちらのタイプの測定を研究に使用するかを決定するには、心理測定特性と実施する研究における時間と空間の制約の評価によって決定される。
語彙的測定には不安、羨望、嫉妬、不機嫌などの神経症傾向の特性を反映する個々の形容詞を使用し、場所や時間をそれほど制限せず研究目的においては効率が良い。この測定法の例として、ルイス・ゴールドバーグ（1992）は100語のビッグファイブマーカーの一部として20語の尺度を生み出した。また、ソーシエ (1994)は40語のミニマーカーの一部のより簡潔な8語の尺度を生み出した。さらにトンプソン（2008）は、これらの尺度を体系的に改訂し、北米内外の集団で優れた妥当性と信頼性を持つ国際英語ミニマーカを生み出した。国際英語ミニマーカーの神経症傾向（情緒安定性）尺度の英語母語話者に対する内的整合性は0.84、英語非母語話者に対するそれは0.77であるとわかっている。
記述を用いた測定は、語彙的測定よりも多くの単語で構成される傾向があり、そのためより多くの研究機器のスペースを消費する。回答者は、例えば、「プレッシャーの下で冷静さを保つ」、「頻繁に気分の落ち込みがある」などの程度を尋ねられる。神経症傾向の記述に基づく測定は語彙測定と同様に北アメリカの集団で受け入れられる心理測定特性を持つが、一般的にエミック展開が他の集団での使用に適していない。例えば、 "Seldom feel blue" や "Am often down in the dumps" といった北アメリカの口語英語での記述は英語を母語としない人にとって時にわかりにくいものである。
また、神経症傾向はグレイの生物学的パーソナリティ理論の行動抑制系（BIS）と行動賦活系（BAS）という2つの次元で性格を測定する尺度を通じて研究されている。BISは回避動機と同様に罰に対する感受性に関係すると考えられ、BASは接近動機と同様に報酬に対する感受性に関係すると考えられている。神経症傾向はBIS尺度と正相関し、BAS尺度と負相関することが分かっている。
神経症傾向は統制の所在、自己効力感、自尊心とともに自分自身の基本的な評価である中核的自己評価を構成する4つの次元の1つとして含まれている。中核的自己評価の概念はジャッジ、ロック、ダーラムら（1997）によって初めて検討され、それ以来、これらはいくつかの仕事の成果、特に仕事の満足度と職務遂行能力を予測できることを示す証拠が発見されている。
神経症傾向の調査にはセレクションバイアスのリスクがある。2012年の神経症傾向のスコアに関するレビューでは、「多くの研究が特権的で高学歴の集団から抽出されたサンプルを使用している」と述べている。
神経症傾向は、恐怖条件に対する驚愕反射と高い相関があり、嫌悪刺激や反発刺激に対する反射とは逆相関がみられる。このことは、神経症傾向は回避行動が可能な場合には警戒心を高め、逃避が不可能な場合には感情を鈍らせることを促進する可能性があることを示唆している。驚愕反射の測定は神経症傾向の特性予測に精度よく利用できる。この事実は、この特性の神経学的基盤の基礎となると考える者がいる。驚愕反射は大きな音に反応する反射であり、予期することでその影響を軽減することはできるが、一般的にはコントロールすることはできない。この反射の強さと反射が停止するまでの時間から、神経症傾向を予測可能である。

## 精神疾患との相関
多くの神経症傾向を測定する尺度で用いられる質問は、不安障害(特に社会不安障害)や気分障害(特に大うつ病性障害)などの精神障害を評価するために用いられる手段と重複しており、ときに神経症傾向のスコアを解釈する上で交絡することがあり、神経症傾向と重複する精神障害のそれぞれが他方を引き起こすのか、それとも双方が他の原因に由来するのかを判断することを困難にする。そして相関関係を同定することができる。
2013年のメタ分析では、一般集団のレベルと比較して、広範囲の臨床的精神障害が神経症傾向のレベルの上昇と関連していることが明らかにされた。高い神経症傾向は、不安障害、大うつ病性障害、精神病、統合失調症の発症を予測したが、物質使用や非特異的な精神的苦痛ついてはそれを予測できるがその予測力は小さいことが明らかになった。これらの関連性は、精神疾患および精神疾患のベースライン症状の上昇を調整した後には小さくなる。
神経症傾向は高齢と関連していることもわかっている。2007年にムロチェクとスピロによって、高齢男性においては人生における神経症傾向の増加傾向と全体的な神経症傾向の増加がともに死亡率の上昇に寄与していることが明らかになった。

### 気分障害
神経症傾向の亢進に関連する障害には、うつ病性障害や双極性障害などの気分障害、不安障害、摂食障害、統合失調症や統合失調感情障害、解離性同一性障害、心気症などがある。気分障害は、他のほとんどの障害よりも神経症傾向との関連性がはるかに高い傾向がみられる。5件の大規模研究では、神経症傾向の強い小児や青年は「不安で、弱く、緊張し、容易に怯え、ストレス下でばらばらになり、罪悪感を感じやすく、不機嫌で、欲求不満への耐性が低く、他者との関係が不安定である」と記載されており、これには否定的感情の有病率に関する特徴と、これらの否定的感情に対する反応の両方が含まれている。成人の神経症傾向も同様に、自己報告による問題の頻度と関連していることが明らかにされた。
これらの関連性は文化によって異なる可能性がある。例えば、アダムスは、アメリカの中流階級の10代の少女の間では、神経症傾向は摂食障害や自傷と関連しているが、ガーナの10代の少女の間では、より高い神経症傾向は魔法的思考や敵への極度の恐怖と関連していることを見出した。

### パーソナリティ障害
2004年のメタ分析では、ビッグファイブに照らして人格障害を分析しようとしたが、意味のある識別を見つけることができなかった。一方で、神経症傾向の上昇が多くの人格障害と相関していることが明らかになった。

## 因果関係説

### メンタルノイズ仮説
研究により、神経症傾向が高い人と低い人との間で刺激に対する平均反応時間に差はないが、神経症傾向が高い人では、反応時刻の標準偏差に反映されるパフォーマンスにおいて試験間のばらつきがかなり大きくなることが明らかになった。これはつまり、神経症傾向の個体が平均より速い試験もあれば、平均より遅い試験もある。このばらつきは、個体の情報処理システムにおけるノイズや基本的な認知操作(調節過程など)の不安定性を反映しており、さらにこのノイズは精神的執着と反応過程という2つの発生源に起因することが示唆されている。
フレミッヒら(2007)は、認知的失敗尺度（CFQ）を用いて、日常行動の観点からメンタルノイズを研究した。認知的失敗尺度は、不注意と不注意の頻度を自己報告した尺度である。この尺度の「slip」は第一種過誤であり、「lapse」は第二種過誤である。このスケールは、BIS/BASスケールやアイゼンク性格検査という2つのよく知られた神経症傾向の尺度と相関していた。その結果、CFQ-UA(Cognitive Failures Questionnaire-Unintentioned Activation)のサブスケールは、神経症(r=.40)と最も強く相関しており、全体的なCFQスコアと比較して分散(16%)を最も説明していたが、7%しか説明しなかった。著者らは、これらの知見を、メンタルノイズは、連想記憶の内因性によって引き起こされる注意のずれと最も強く関連しているため、「本質的に高度に特異的である」ことを示唆していると解釈している。言い換えれば、メンタルノイズは、心配や先入観のようなタスクとは無関係な認知がほとんどであることを示唆している可能性がある。

### 進化心理学
進化論もまた、性格の違いについて説明を与えることができる。例えば、うつ病に対する進化的アプローチの一つは、神経症傾向に焦点を当て、否定的な結果に対する反応性の高まりが生存の利益をもたらし、さらに、神経症傾向の負の効果にもうまく対処することを前提として、神経症傾向のレベルと大学での成功との間に正の関係が見られることを見出している。同様に、陽性事象に対する反応性の高まりは生殖上の利点を有し、一般的に反応性の高まりを選択していた可能性がある。ネトルは、神経症傾向の負の効果がその利益を上回るまで、より高いレベルの神経症傾向のために進化が選択され、その結果、ある最適なレベルの神経症傾向のために選択されたと主張している。このタイプの選択は神経症傾向の正規分布をもたらすので、分布の末端は、最適なものに対して過度の神経症傾向または低すぎる神経症傾向をもつ個体であり、したがって過度の神経症傾向をもつ個体はうつ病の負の効果に対してより脆弱であり、他の人が持っているように、うつ病自体が進化的利益を有するという仮定をするのではなく、うつ病の存在の説明としてこれを与えている。
現代社会における神経症傾向は、女性では生殖の成功と正の相関があるが、男性では相関がないことが、いくつかの研究で明らかにされている。考えられる説明としては、女性の神経症傾向は正規の教育(低い出生率と相関がある)を犠牲にしてもたらされ、計画外の妊娠や青年期の妊娠と相関するということである。

### 恐怖管理理論
恐怖管理理論に基づけば、神経症傾向は主に無意識の死の不安に対して、緩衝が不十分であることによって引き起こされる。こうした緩衝は以下のようなものがある。
1. 死を超越した社会的な継続性、将来の遺産、死後の信念など、永続的な意味を持つ人生を伝える文化的世界観
2. 個人的価値の感覚、もしくは文化的世界観の文脈における自尊心、永続的な意味の感覚。

ホモ・サピエンスやその祖先における神経症傾向のルーツは、否定的な結果に対する適応的な感受性である可能性が高いという標準的な進化心理学の説明に恐怖管理理論は合致しているが、ホモ・サピエンスがより高いレベルの自己認識に到達すると、神経症傾向は著しく増加し、大部分はスパンドレル（進化において必然性なしに生まれた形質）となった。スパンドレルは我々の適応知能の非適応的な副産物であり、他の適応機能を損なう可能性がある死の認識がその結果、損なわれた。したがって、この行き過ぎた不安は、知的に創造的であるが、ほとんどが架空で恣意的な文化的意味と個人的価値の概念を通じて緩衝される必要があった。高度に宗教的もしくは超自然的な世界の概念は、「宇宙的な」個人的意味と文字通りの不死性を提供するため、死の不安と神経症傾向に対して最も効率的に緩衝の役割を果たすと考えられている。このように、歴史的に、新石器時代から始まり、産業革命に至るまで、より物質主義的で世俗的な文化への移行は、神経症傾向を増加させたと考えられている。

### 遺伝的・環境的要因
2013年のレビューでは、神経症傾向は遺伝的影響と環境的影響との相互作用の産物である。遺伝率の推定値は通常40%から60%の範囲であることがわかった。これらの遺伝的差異の効果量は成長を通じてほぼ同じままであるが、神経症傾向の発現を司る特定の遺伝子の探索は「これまでのところ困難であり、ほとんど成功していないことが判明している」とされた。一方、環境的影響に関しては、「情動的ネグレクトや性的虐待」といった発達中の逆境が神経症傾向と正の関連があることが明らかにされた。しかし、「神経症傾向やメンタルヘルスの持続的な変化はかなりまれであるか、わずかな影響しかない」とされた。
ハンス・アイゼンクとドナルド・プレルによる1951年7月の記事「The Inheritance of Neuroticism」では、神経症傾向の個人差の約80%は遺伝によるものであり、20%は環境によるものであると報告されている。神経症傾向の要因は統計的なアーティファクトではなく、全体として遺伝する生物学的単位を構成しており、神経症傾向の素因は大部分が遺伝的に決定されていると述べている。
小児や青年の場合、心理学者は、青年期に神経症的人格領域へと発達する気質に基づいた否定的な感情について述べている。平均的な神経症傾向のレベルは、人格の成熟と社会的役割の関数として生涯を通じて変化するが、新しい遺伝子の発現にも影響を受けて変化する。特に神経症傾向は、成熟の結果として40歳まで減少し、その後横ばいとなることが見出された。一般的に言えば、神経症傾向に対する環境の影響は生涯にわたって増加するが、おそらく人々は神経症傾向のレベルに基づいて経験を取捨選択し、それを呼び起こしている。
脳の構造と機能における遺伝的変異の役割を研究する「イメージングジェネティクス」という新興分野では、神経症傾向に関連していることが示唆されている特定の遺伝子について研究されている。この話題に関してこれまでに研究されているのは、セロトニンを除去するセロトニン輸送体に転写されるセロトニン輸送体結合プロモーター領域遺伝子（5-HTTLPR）である。5-HTTLPRの長い（long）変異体と短い（short）変異体を比べると、プロモーターの活性が低下していることが明らかにされている。この被験者を対象とした最初の研究では、s変異体5-HTTLPRの存在が、非感情的な課題を行っている間に怒ったり怖がったりした顔を見ることで扁桃体活性が高くなることが明らかにされており、さらに研究を行ったところ、s変異体5-HTTLPRが負の刺激に反応して扁桃体活性が高くなることが確認されているが、何の知見も得られていない。14件の研究のメタ分析により、この遺伝子は中程度の効果量を持ち、表現型の差の10%を占めることが示されている。しかし、脳活動と遺伝学の関係は、他の因子のために複雑である可能性があり、認知制御とストレスが遺伝子の影響を緩和する可能性が示唆されている。また、5-HTTLPR遺伝子と扁桃体活性との関連するタイプを説明するために提案されている2つのモデルがある。それらのモデルには「相性活性化」モデルと「緊張性活性化」モデルがあり、「相性活性化」モデルでは、遺伝子がストレスに反応して扁桃体活性レベルを制御すると考えられているのに対し、「緊張性活性化」モデルでは、遺伝子がベースライン時の扁桃体活性を制御すると考えられている。また、神経症傾向との関連が示唆されている遺伝子として、カテコール-O-メチルトランスフェラーゼ（COMT）という遺伝子があり、さらなる研究が進められている。
神経症傾向の側面にある不安と不適応ストレス応答については、集中的な研究の対象となっている。視床下部-下垂体-副腎系そして糖質コルチコイド系の調節異常、ならびに異なるバージョンのセロトニン輸送体や5-HT1A受容体遺伝子の影響は、養育の質などの環境影響と相まって、神経症傾向の発生に影響を及ぼす可能性がある。
fMRIを用いた神経画像研究では様々な結果が得られており、覚醒に関連する脳領域である扁桃体や前帯状皮質の活動の亢進が高い神経症傾向のスコアと相関しているという知見もあれば、内側前頭前皮質、島皮質、海馬でも関連性の活性化が見出されているものの、相関が認められないという知見もある。さらに、遺伝学を用いて参加者間のさらなる分化を追加することにより、実験デザインを強化しようとする研究や、双子の研究モデルが実施されている。
不慣れな状況からの引きこもりや恐怖に関する形質として、行動抑制や「不慣れな人に対する抑制」が注目されており、これは一般的に、不慣れな個人に遭遇したときなどに反応する子どもの行動を観察することで測定される。特にこの形質は扁桃体の機能に関連していると仮定されているが、これまでの証拠は一致していない。

## 年齢・性別・地理的パターン
2013年のレビューでは、神経症傾向のレベルが高いグループは、気分障害のリスクが高い若年成人であることが明らかにされている。大規模なサンプルを対象とした研究では、男性よりも女性の方が神経症傾向のレベルが高いことが示されている。また、神経症傾向は年齢とともにわずかに減少することが明らかにされている。同じ研究では、これらの差を調査するための機能的MRI検査はまだ実施されていないことが指摘されており、さらなる研究が必要となっている。2010年のレビューでは、男女間の性格の差は「軽度から中等度」であり、その中で最も大きいのは、協調性と神経症傾向の特性であることが明らかにされている。多くの性格特性は、先進国では発展途上国と比較して男女間の性格の差が大きいことが明らかにされており、3つの形質の外向性、神経症傾向、人対物志向の差は、経済発展の異なるレベルにわたって一貫した差を示しており、これは「生物学的要因の影響の可能性」とも一致している。3つの文化間研究では、ほぼすべての国で女性の神経症傾向のレベルが高いことが明らかにされている。
地理的には、2016年のレビューによると、米国では、神経症傾向は中部大西洋岸の州と南部で最も高く、西部では低下するが、経験への開放性は中部大西洋、ニューイングランド、西海岸、都市といった民族的に多様な地域で最も高い。同様に、英国では、神経症傾向は都市部で最も低い。一般的に、地理的研究では、低い神経症傾向と起業家精神と経済活力との間に相関関係があり、高い神経症傾向と良好な健康転帰との間に相関関係があることが明らかにされている。このレビューでは、地域の文化的・経済的条件と心理的健康との因果関係は不明であることが明らかにされている。